# لغات أتراكية
اللغات الأتراكيَّة أو اللغات التركيَّة هي عائلة لغوية تتفرع من اللغات الألتائية تتكون من 35 لغة على الأقل يتحدثها حوالي 185 مليون نسمة من دول البلقان إلى وسط سيبيريا. اللغات التركية مقسمة تقليدياً إلى أربع مجموعات.
تشمل المجموعة الجنوبية الشرقية أو الأويغورية: اللغة الأويغورية المستخدمة بشكل رئيسي في شينجيانغ بالصين؛ واللغة الأوزبكية المستخدمة بشكل رئيسي في أوزبكستان، وبعض جمهوريات آسيا الوسطى، وشمال أفغانستان.
المجموعة الجنوبية الغربية أو الغزية تتضمن اللغة التركية؛ اللغة الأذرية (آذربیجان) المستخدمة في أذربيجان وشمال غرب إيران؛ اللغة التترية القرمية المستخدمة في أوكرانيا وأوزبكستان؛ اللغة التركمانية المستخدمة في تركمانستان، وشمال العراق ،وشمال إيران، وشمال أفغانستان، وشمال سوريا.
المجموعة الشمالية الغربية أو الكبشاكية تتضمن اللغة الكازاخية المستخدمة في كازاخستان، وبعض جمهوريات آسيا الوسطى، وغرب الصين، ومنغوليا؛ اللغة القيرغيزية المستخدمة في قيرغيزستان، وبعض جمهوريات آسيا الوسطى، وغرب الصين؛ اللغة التترية؛ اللغة الباشكيرية المستخدمة في باشكورستان والمناطق المجاورة في روسيا؛ لغة قراشاي بلقار واللغة القوميكية المستخدمتين في القوقاز الروسية؛ ولغة كارايم التي يتحدثها البعض في ليتوانيا وأجزاء من جنوب غرب أوكرانيا.
المجموعة الشمالية الشرقية أو الألطية تشمل اللغات واللهجات المستخدمة في سيبيريا شمال شرق نهر إرتيش وفي الأجزاء المجاورة من منغوليا التي تتضمن ذلك الألطية، والخقاسية، والشورية، والتوفانية؛ ولغة ساخا المستخدمة في جمهورية ساخا (ياقوتيا) الروسية والمناطق المجاورة. تعد اللغة التشوفاشية مميزة من بين كل اللغات الأخرى، وتستخدم في جمهورية تشوفاشيا الروسية والمناطق المجاورة.
أقدم آثار النصوص التركية هي مجموعة من النقوش الجنائزية في شمال منغوليا تعود للقرن الثامن الميلادي، مكتوبة بواسطة نظام كتابة مميز يسمى المخطوطات الرونية، أو الأبجدية الرونية التركية. بعد أن أسلم غالبية الأتراك في المنطقة الجنوبية الغربية من نهر إرتيش بحلول العام 900، بدأت اللغات التركية باستخدام الأبجدية العربية، اليوم تستخدم الألفبائية اللاتينية والكيريلية (السلافية) على نطاق واسع في اللغات الأتراكية.
مما يُميِّز جميع لغات العائلة التوركية انسجام المصوتات والإلصاق وانعدام الجنس في قواعد اللغة. هناك مستوى عالٍ من الفهم المُتبادل ما بين مُتحدِّثي اللغات الأوغوزية التي تشمل التركية والأذرية والتركمانية والقشقائية والغاغوزية والبلقانية الغاغوزية والتتارية القرمية.